# LEGEND (中島美嘉單曲)
《LEGEND》，日本女歌手中島美嘉的第13張單曲。2004年10月20日發行。

## 概述
- 標題曲「LEGEND」為中島本人首次挑戰電子曲風的歌曲。
- 本作所有歌曲都成為廣告歌曲，而所有廣告都由中島本人出演。
- 初回盤特典為特殊彩色印刷CD。

## 收錄曲
（全作詞：中島美嘉）
1. LEGEND（Main）
  - 作曲：岡野泰也／編曲：COLDFEET
  - 索尼「MD Walkman」廣告歌
2. LEGEND（Original）
  - 編曲：富田惠一
3. FAKE
  - 作詞：宮崎步／作曲・編曲：宮崎步
  - Kanebo化妝品「KATE」廣告歌
4. Carrot & Whip
  - 作曲：五島良子／編曲：CHOKKAKU
  - 明治製菓「RICH Fran」廣告歌
5. LEGEND（Instrumental）

## 資料來源
- Sony Music Online Japan : 中島美嘉 : LEGEND （页面存档备份，存于）

## 外部連結
- BARKSによるインタビュー （页面存档备份，存于）